# Liste de ponts du Finistère
La liste de ponts du Finistère recense les grands ponts en service du département, ceux présentant un intérêt historique ou architectural et ceux qui ont été détruits ou désaffectés.

## Grands ponts en service
Sont considérés comme ouvrages non courants, les ponts répondant aux caractéristiques suivantes :
- les ponts possédant au moins une travée de plus de 40 mètres de portée ;
- les ponts dont la surface totale de l'un des tabliers dépasse 1 200 mètres carrés[2] ;

La liste des ponts du Finistère relevant des ouvrages non courants est présentée dans le tableau ci-après par longueur décroissante d'ouvrage.
| Image | Longueur | Nom                                         | Franchissement                                           | Voie portée                            | Type d’ouvrage                                                    | Lieu                      | Terminé en |
| ----- | -------- | ------------------------------------------- | -------------------------------------------------------- | -------------------------------------- | ----------------------------------------------------------------- | ------------------------- | ---------- |
|       | 888 m    | Pont Albert-Louppe                          | L'Élorn                                                  | VC (réservé aux deux roues et piétons) | Pont en arc encastré, tablier à deux niveaux                      | Plougastel-Daoulas        | 1930       |
|       | 800 m    | Pont de l'Iroise                            | L'Élorn                                                  | RN 165                                 | Pont à haubans multicâble - haubanage en éventail                 | Plougastel-Daoulas        | 1994       |
|       | 610 m    | Pont de Cornouaille                         | L'Odet                                                   | RD 44                                  | Pont en poutre dalle orthotrope, hauteur variable, poutre-caisson | Bénodet                   | 1972       |
|       | 581 m    | Pont de l'Harteloire                        | La Penfeld                                               | VC                                     | Pont en poutre en treillis - treillis type Warren                 | Brest                     | 1951       |
|       | 510 m    | Pont de Morlaix                             | rivière de Morlaix                                       | RN 12                                  | Pont en poutre - poutre-caisson, hauteur variable                 | Morlaix                   | 1973       |
|       | 450 m    | Pont de l'Europe                            | rues Hervé de Guébriant et Claude Bernard, Paris - Brest | D 770                                  | Pont en poutre - poutre-caisson, hauteur variable                 | Landerneau                |            |
|       | 292 m    | Viaduc de Morlaix                           | rivière de Morlaix                                       | Paris - Brest                          | Viaduc ferroviaire en maçonnerie à deux étages. 62 m de hauteur.  | Morlaix                   | 1863       |
|       | 515 m    | Pont de Térénez                             | L'Aulne                                                  | RD 791                                 | Pont en courbe à haubans multicâble - haubanage en éventail       | Landévennec - Rosnoën     | 2011       |
|       | 268 m    | Pont de la Laïta                            | La Laïta et la D 49                                      | RN 165                                 | Pont en poutre - poutre-caisson, hauteur variable                 | Quimperlé                 |            |
|       | 231,4 m  | Viaduc de l'Hyères                          | L'Hyères et la D 769                                     | RN 164                                 | Pont à ossature mixte                                             | Carhaix-Plouguer          | 2004       |
|       | 219 m    | Viaduc de la Penzé                          | Ria de la Penzé                                          | Morlaix - Roscoff                      | Pont métallique avec piles en maçonnerie                          | Henvic                    | 1883       |
|       | 212 m    | Pont Saint-Maurice                          | La Laïta                                                 | D 162                                  | Pont en poutre - poutre-caisson, hauteur variable                 | Henvic                    | 1992       |
|       | 206 m    | Pont de la Corde                            | Ria de la Penzé                                          | D 58                                   | Pont en poutre - poutre-caisson, hauteur variable                 | Guidel et Clohars-Carnoët | 1969       |
|       | 200 m    | Pont de la Villeneuve                       | La Penfeld                                               | Boulevards Tanguy Prigent et Europe    |                                                                   | Brest                     | 1983       |
|       | 200 m    | Pont du Port-Rhu                            | Port-Rhu                                                 | D 207                                  | Pont en poutre en treillis - treillis type Warren                 | Douarnenez                | 1884       |
|       | 156 m    | Viaduc de Quimperlé                         | La Laïta                                                 | Paris - Quimper                        | Viaduc ferroviaire de 7 arches en maçonnerie. 36 m de hauteur     | Quimperlé                 | 1862       |
|       | 132 m    | Pont de Toul an Hery                        | Le Douron                                                | D 64 D 64                              |                                                                   | Locquirec                 | 1934       |
|       | 104 m    | Viaducs de Pont-Triffen ouvrage droit amont | L'Aulne et un chemin privé                               | RN 164                                 | Pont à ossature mixte                                             | Landeleau                 | 1999       |
|       | 88 m     | Pont de Recouvrance                         | La Penfeld                                               | VC, tramway de Brest                   | Pont levant                                                       | Brest                     | 1954       |

## Ponts présentant un intérêt architectural ou historique
Les ponts du Finistère inscrits à l’inventaire national des monuments historiques sont recensés ci-après.
- Pont sur le Scorff - Arzano - XVIIIe siècle ; XXe siècle
- Pont sur l'Ellé - Arzano - XIXe siècle
- Passerelle des Capucins - Audierne - XIXe siècle
- Pont du Goyen - Audierne - XIXe siècle ; XXe siècle
- Pont de Carhaix-Plouguer - Carhaix-Plouguer - XVIIIe siècle
- Viaduc de Châteaulin - Châteaulin - XIXe siècle
- Viaduc de Daoulas - Daoulas - XIXe siècle
- Pont de Rohan - Landerneau - XVIe siècle
- Pont du Diable - Locunolé - XIXe siècle
- Pont - Mellac - XIXe siècle
- Viaduc de Morlaix - Morlaix - XIXe siècle
- Pont - Plogoff - XIXe siècle
- Pont - Plouénan - XIXe siècle
- Pont - Plouénan - XIXe siècle
- Pont - Plougoulm - XVIIIe siècle ; XIXe siècle
- Pont - Plougoulm - XIXe siècle
- Pont de Chemin de Fer - Plougoulm - XIXe siècle
- Pont de Sainte-Catherine - Plounévézel
- Pont - Pont-Croix - XVIIIe siècle
- Viaduc - Port-Launay - XXe siècle
- Pont - Poullaouen - XVIIIe siècle
- Pont du Bourgneuf - Quimperlé - XIXe siècle
- Pont du Gorréquer - Quimperlé - XIXe siècle
- Pont Lovignon - Quimperlé - XVIIe siècle
- Pont Salé (ou Pont Isole) - Quimperlé - XVIIe siècle
- Ponts de Quimperlé - Quimperlé - XVIe siècle ; XVIIe siècle ; XVIIIe siècle ; XIXe siècle
- Viaduc - Quimperlé - XIXe siècle
- Pont. - Rosnoën - XXe siècle
- Pont - Sizun
- Pont Lez - Tréflez - Moyen Âge
- Pont - Tréméven - XVIIe siècle

### Sources
- Base de données Mérimée du Ministère de la Culture et de la Communication.